# 在日烏茲別克人
在日烏茲別克人是指在日本短期居留而保留烏茲別克斯坦的居民，如歸化日本則稱烏茲別克裔日本人。

## 概要
在2000年大約只有184個烏茲別克人在日本生活，之後急速増加，在2015年有1,503人，是在日外國人中人口增加較快的群體，也是前蘇聯中除俄羅斯人和烏克蘭人第三大留日群體。
他們多數是留學生，多使用烏茲別克語與日語，而一部分人是被斯大林強制流配當地的高麗人後裔。
分布上以東京都人口最多有577人，愛知縣有157人、千葉縣有125人、埼玉縣有118人、神奈川縣有103人、大分縣有102人。在大都市圏以外以大分縣最為集中，因他們多在大分县别府市的立命馆亚洲太平洋大学留學。